# Altiplano nariñense
|  |

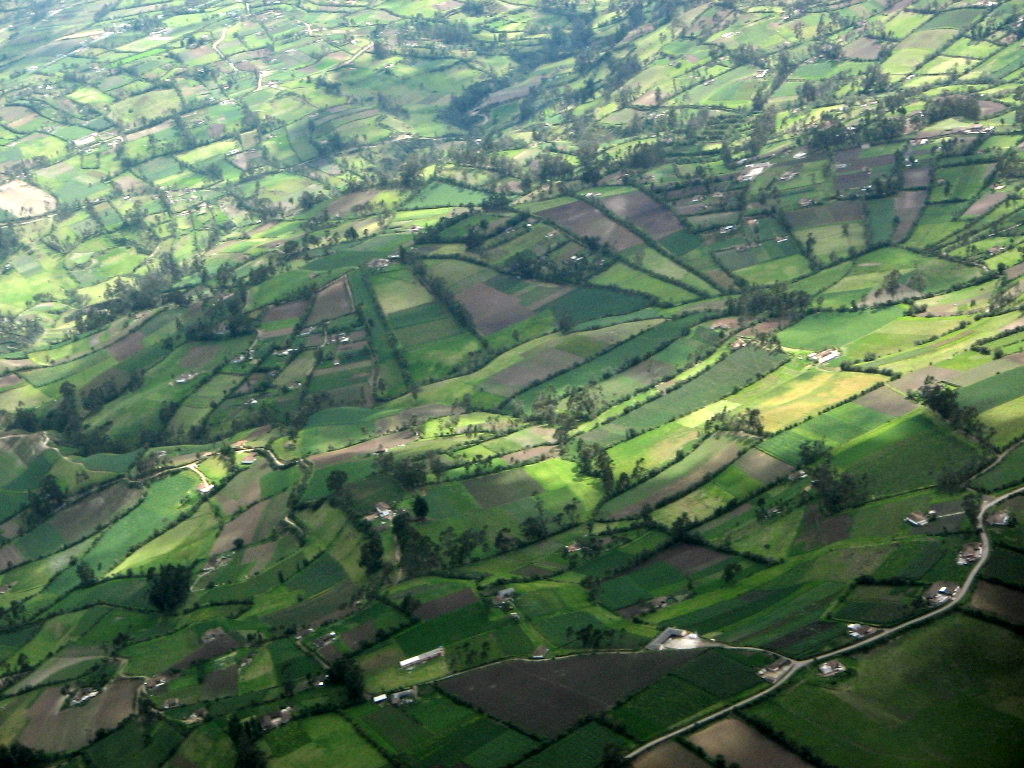
Paisaje rural en Ipiales.

El altiplano nariñense o sierra nariñense, es un área de tierras planas ubicadas sobre las cordilleras Central y Occidental, en los departamentos de Nariño y Putumayo, en el sur de Colombia. La región comprende tres áreas planas bastante distinguibles como son el altiplano de Túquerres e Ipiales, el valle de Atriz y el valle de Sibundoy. Es una región de gran densidad demográfica donde se encuentran numerosos centros urbanos, entre los que destacan las ciudades de San Juan de Pasto, Ipiales y Túquerres.
La altitud media es 2700 m s. n. m. (metros sobre el nivel del mar). Su clima es de montaña, con temperaturas que oscilan entre los 10 y los 23 grados.